# Conomma cassinia
Conomma cassinia is een hooiwagen uit de familie Pyramidopidae.